# Spinicauda spinicauda
Espèce
Synonymes
- Ascaris spinicauda Olfers, 1819[1]

Spinicauda spinicauda est un parasite de la famille des Heterakidae. On le rencontre notamment dans le tube digestif du lézard Trachylepis atlantica, sur l'île Fernando de Noronha au large de la côte nord-est du Brésil. Sa queue se termine par un filament et il présente cinq paires de papilles caudales.

## Systématique
L'espèce Spinicauda spinicauda a été initialement décrite en 1819 par Ignaz von Olfers (1793-1871) sous le protonyme d’Ascaris spinicauda avant d'être déplacée en 1920 sous le genre Spinicauda par le parasitologue brésilien Lauro Travassos (d) 1890-1970.

## Publication originale
- (la) Carolo Asmund Rudolphi, Entozoorum synopsis cui accedunt mantissa duplex et indices locupletissimi, Berlin, Inconnu, 1819, 842 p. (OCLC 9091261, LCCN agr06000092, DOI 10.5962/BHL.TITLE.9157, lire en ligne).